# Michał Seweryński
Michał Seweryński, né le 1er juillet 1939 à Łódź, est un universitaire et homme politique polonais de droite. Il est ministre de l'Éducation entre octobre 2005 et mai 2006, puis ministre de la Science jusqu'en novembre 2007.

## Biographie

### Parcours professionnel
Il termine ses études à la faculté de droit de l'université de Łódź en 1962. Entre 1971 et 1972, il étudie à l'École internationale de droit comparé du travail et de la sécurité sociale de Trieste puis en 1977 à la Sorbonne.
Spécialiste de réputation mondiale du droit du travail polonais et international, il dirige le département des relations collectives de travail et la politique sociale puis le département de droit européen de l'université de Łódź. Entre 1990 et 1996, il exerce les fonctions de recteur de l'université et de président de la Conférence des recteurs des universités polonaises.
Il a été membre de l'Académie polonaise des sciences (PAN).

### Vie politique
Il travaille auprès du ministre de l'Éducation nationale Mirosław Handke entre 1997 et 2000. Aux élections européennes du 7 juin 2004, il postule sous les couleurs du comité national électoral (NKWW) de Maciej Płażyński mais échoue à se faire élire. L'année d'après, il participe au comité de soutien à la candidature du maire de Varsovie Lech Kaczyński à l'élection présidentielle des 9 et 23 octobre.
Le 31 octobre 2005, Michał Seweryński est nommé ministre de l'Éducation et de la Science dans le gouvernement minoritaire du conservateur Kazimierz Marcinkiewicz. À l'occasion du remaniement ministériel du 5 mai 2006, il devient ministre de la Science et de l'Enseignement supérieur. Il est reconduit le 14 juillet, lorsque Jarosław Kaczyński accède au pouvoir. Il est relevé de ses fonctions le 16 novembre 2007, à la suite d'un changement de majorité.
Lors des élections européennes du 7 juin 2009, il postule de nouveau sans succès, sous les couleurs de Droit et justice (PiS). Il est désigné l'année d'après par Lech Kaczyński pour siéger au sein du nouveau conseil national du développement (NRR), un organisme supprimé quelques mois plus tard par le nouveau chef de l'État Bronisław Komorowski.
En vue des élections sénatoriales du 9 octobre 2011, il est investi par PiS dans la circonscription de Sieradz-III. Il l'emporte avec 33 770 voix, soit 27,23 % des suffrages exprimés et 5 400 votes d'avance sur la candidate de la PO. Il est facilement réélu au cours des élections sénatoriales du 25 octobre 2015, totalisant 59 410 voix, soit 45,63 % des exprimés. Il devance l'ancien maire de Sieradz Jacek Walczak, candidat de la PO, de 21 200 votes.
Le 12 novembre, Michał Seweryński préside la session inaugurale du Sénat, étant le sénateur le plus âgé après Barbara Borys-Damięcka, qui avait renoncé à cette charge symbolique pour raisons de santé. 
Il est réélu en 2019.

### Distinctions
Il est docteur honoris causa de l'Université Jean Moulin Lyon 3.
Il a reçu de nombreuses décorations : Chevalier de l'Ordre Polonia Restituta et des Palmes académiques, Sainte Croix Pro Ecclesia et Pontifice.
Il a été choisi comme Consul honoraire de France à Łódź et a participé à la création de l'Alliance française de Łódź Manufaktura.

## Publications
Il est l'auteur d'environ 130 publications et rapports scientifiques à des congrès internationaux.